# Carl’s Jr.
Carl’s Jr. («Карлс Джу́ниор»)— американская сеть ресторанов быстрого обслуживания, представленная более чем 3600 точками в 38 странах мира. Она была основана Карлом Карчером в 1941 году, теперь является дочерней сетью компании CKE Restaurants.
В 2016 году журнал Entrepreneur включил Carl’s Jr. в список Top Franchise 500 под номером 54, в котором оценивается общая финансовая устойчивость, стабильность и темпы роста 500 лучших франшиз в любой сфере по всей территории США.

## История
Основателями считаются Карл и Маргарет Карчеры, начавшие бизнес в 1941 году с одной точки по продаже хот‑догов в Лос‑Анджелесе, вложив $311 и $15 сбережений. В 1945 году они открыли первый ресторан Carl’s Drive‑In Barbecue в Анахайме, Калифорния. В 1956 году появились первые рестораны под брендом Carl’s Jr. — поменьше основного заведения.
В 1966 году бизнес был инкорпорирован как Carl Karcher Enterprises, Inc. К 1975 году насчитывалось более 100 ресторанов по всей Южной Калифорнии, а к началу 1980-х — свыше 300. В 1984 году сеть начала франчайзинг. В 1997 году CKE Restaurants приобрела сеть Hardee’s.

## Международное присутствие

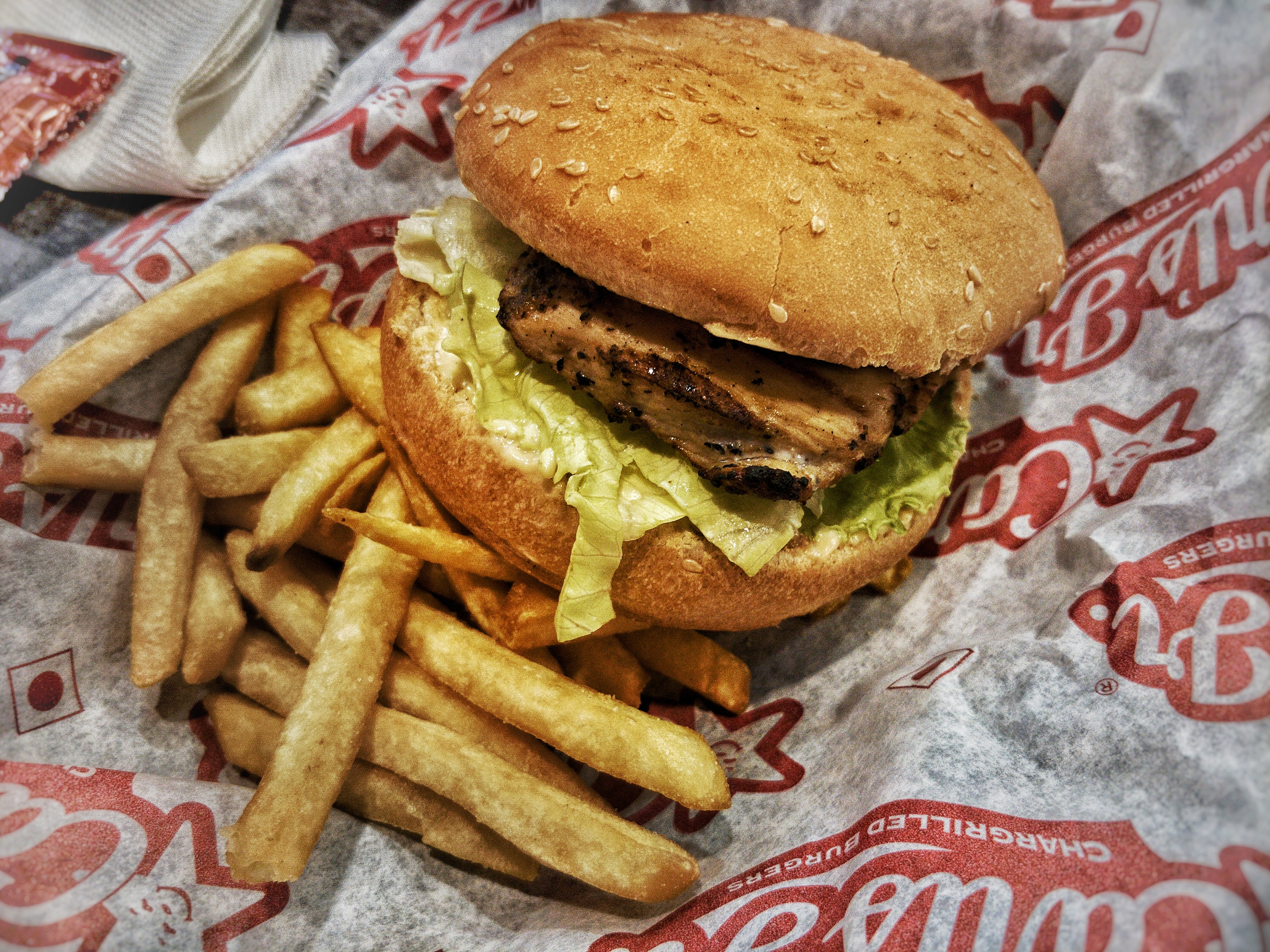
Пример продукции Carl’s Jr.

Carl’s Jr. активно работает на международных рынках, в частности в Канаде, Австралии, Китае, Мексике, Казахстане и других, адаптируя меню под локальные предпочтения и стандарты (например, халяльное мясо).

### В России
Первый ресторан Carl’s Jr. в России открылся в 2006 году.
По состоянию на 2014 год в России работало более 50 ресторанов Carl’s Jr. 12 января 2015 года компания «Яркая зведа», занимавшаяся развитием франшизы Carl’s Jr. в России, объявила о закрытии 30 ресторанов в Санкт-Петербурге, Новосибирске и Краснодаре — это составляло около двух третей всех точек в стране на тот момент. Позднее часть ресторанов в Санкт-Петербурге была вновь открыта под управлением нового франчайзи — компании «Инвестиционно-строительная группа ФОРТ ИС СПБ».